# 양승학 (1936년)
양승학(楊昇鶴, 1936년~2024년 7월 29일)은 대한민국의 기업인이다.

## 생애
1936년 함경북도 청진시에서 태어나 자라다 1945년 가족과 함께 월남했다. 일본과 미국에서 유학한 뒤 1961년 귀국해 부친이 경영하던 대한제지에 입사해 경영인으로 거듭났다. 기술개발과 재생 설비에 대한 과감한 투자로 대한제지는 고지를 활용한 LWC를 개발해 2013년 녹색경영대상 제품 부문 국무총리상을 수상했다.